# Архиепархия Гоянии
 Архиепархия Гоянии  (лат. Archidioecesis Goianiensis) — архиепархия Римско-Католической церкви с центром в городе Гояния, Бразилия. В митрополию Гоянии входят епархии Анаполиса, Гояса, Жатаи, Ипамери, Итумбиары, Рубиатаба-Мозарландии, Сан-Луис-ди-Монтис-Белуса. Кафедральным собором архиепархии Гоянии является церковь Пресвятой Девы Марии.

## История
26 марта 1956 года Римский папа Пий XII издал буллу Sanctissima Christi Voluntas, которой учредил архиепархию Гоянии, выделив её из архиепархия Гояса.
16 января 1960 года и 25 ноября 1961 года архиепархия Гоянии передала часть своей территории в пользу возведения епархии Бразилиа и территориальной прелатуре Сан-Луис-ди-Монтес-Белуса.
11 октября 1966 года архиепархия Гоянии передала часть своей территории новым епархиям Анаполиса, Ипамери и Итумбиары.

## Ординарии епархии
- архиепископ Fernando Gomes dos Santos (7 марта 1957 — 1 июня 1985, в отставке);
- архиепископ Antônio Ribeiro de Oliveira (23 октября 1985 — 6 мая 2002, в отставке);
- архиепископ Washington Cruz (8 мая 2002 — 9 декабря 2021, в отставке);
- архиепископ João Justino de Medeiros Silva (9 декабря 2021 — по настоящее время).

## Источник
- Annuario Pontificio, Libreria Editrice Vaticana, Città del Vaticano, 2003, ISBN 88-209-7422-3
- Булла Sanctissima Christi voluntas Архивная копия от 27 марта 2010 на Wayback Machine, AAS 49 (1957), стр. 184  (лат.)